# Staromychajliwka
Staromychajliwka (ukrainisch Старомихайлівка; russisch Старомихайловка/Staromichailowka) ist eine Siedlung städtischen Typs im Osten der Ukraine in der Oblast Donezk mit etwa 5400 Einwohnern.

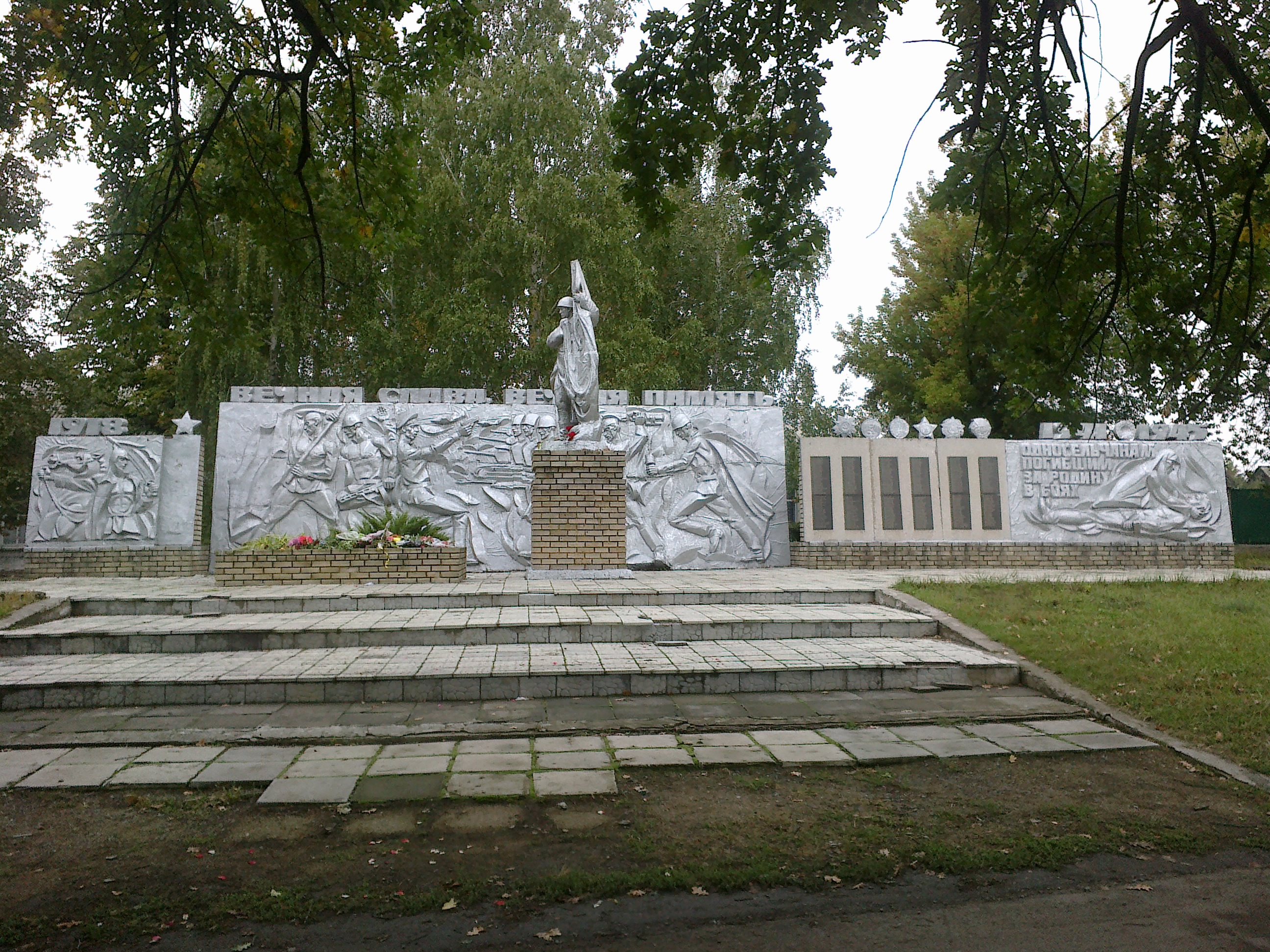
Denkmal im Ort

Die Siedlung befindet sich im Osten des Rajons Marjinka, etwa 9 Kilometer nordöstlich vom Rajonszentrum Marjinka und 21 Kilometer westlich vom Oblastzentrum Donezk entfernt südlich des Flusses Losowa (Лозова) gelegen. Die Stadtgrenze von Donezk grenzt unmittelbar im Süden und Osten an den Ort.
Der Ort wurde 1747 gegründet und erhielt 1938 den Status einer Siedlung städtischen Typs. Seit Sommer 2014 ist der Ort im Verlauf des Ukrainekrieges durch Separatisten der Volksrepublik Donezk besetzt, wurde zwischenzeitlich wieder durch ukrainische Truppen zurückerobert, fiel aber danach wieder unter die Kontrolle der Separatisten.